# Astrocoeniidae

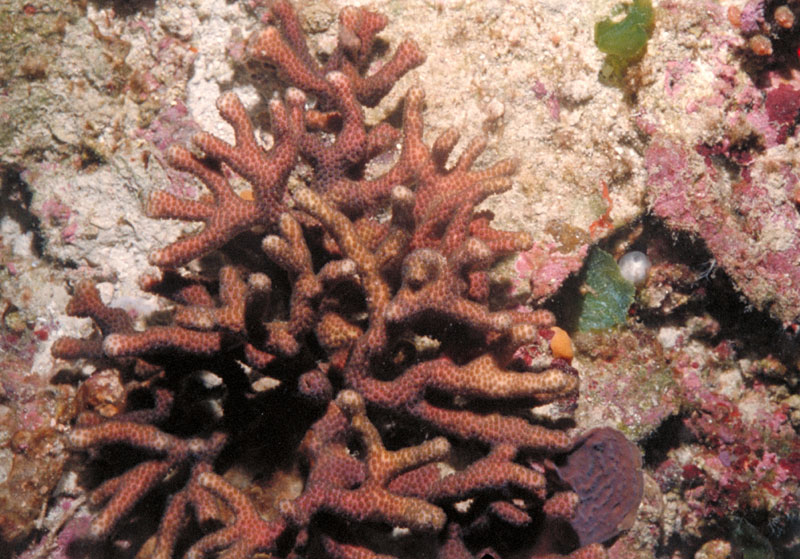
Madracis formosa

Astrocoeniidae es una familia de corales marinos que pertenecen al orden Scleractinia, de la clase Anthozoa.  
Sus especies son hermatípicas y contienen zooxantelas. Son coloniales, de formas masivas, ramificadas, incrustantes, en platos o lomas.
Se distribuyen en las aguas tropicales del Atlántico occidental y del Indo-Pacífico.
La familia es monofilética, basado en evidencias moleculares.

## Géneros
El Registro Mundial de Especies Marinas acepta los siguientes géneros:
- Astrocoenia Milne Edwards & Haime, 1848 †
- Madracis Milne Edwards & Haime, 1849
- Palauastrea Yabe & Sugiyama, 1941
- Stephanocoenia Milne Edwards & Haime, 1848
- Stylocoeniella Yabe & Sugiyama, 1935